# Ramón Montes Barreto
Ramón Montes Barreto (El Grullo, Jalisco, 6 de noviembre de 1954) es un investigador, autor, recopilador, académico y político mexicano que cuenta con diversas obras publicadas. Se ha especializado en Seguridad social, Evaluación, Monitoreo, Salud pública, Pobreza Multidimensional, Estudios de género y Medicina tradicional. Ha ocupado cargos tales como director general de Evaluación y Monitoreo de los Programas Sociales de la Secretaría de Bienestar, director general del Instituto de Evaluación y Medición de Marginación y Pobreza, y Director de Planeación y Programación de la Secretaría de Salud del Estado de Puebla entre otros.

## Biografía
Ramón Montes Barreto nació el 6 de noviembre de 1954 en una familia numerosa y humilde dedicada a trabajo en el campo, de fuerte influencia católica en El Grullo, Jalisco.
Sus padres pretenden que trabaje en el campo e intentan reprimir sus deseos de educarse, lo que provoca en Ramón una búsqueda de oportunidades educativas que sean compatibles con sus obligaciones familiares. De esta manera logra realizar entre periodos laborales no demandantes los estudios de Educación primaria y Educación secundaria sin descuidar su aportación económica a la familia.
La situación de oportunidades económicas y educativas escasas de la región ocasiona que Ramón emigre a Estados Unidos en dónde labora y genera un ahorro para financiar su educación posteriormente.
Al regresar a México se traslada a principios de los años 70s al Distrito Federal en dónde obtiene un trabajo de asistente de publicista en el Periódico Novedades e ingresa a la  Escuela Nacional Preparatoria en el Antiguo Colegio de San Ildefonso.
Finalizando sus estudios de preparatoria ingresa a la carrera de Psicología del Trabajo en la Facultad de Psicología (UNAM) en 1978, y al mismo tiempo comienza a incursionar al sector bancario en dónde laboró durante 18 años para SOMEX, y Banamex S.A. llegando a ocupar posiciones como Subdirector Ejecutivo del Instituto de Capacitación del Banco Mexicano a nivel corporativo, Subdirector de Planeación en la Dirección de Planeación Estratégica, y Subdirector de Reclutamiento y Selección, entre otros. También inicia en ese mismo periodo su carrera como docente y capacitador en el Instituto Mexicano de Administración Bancaria.
A mediados de los años 90s inicia formalmente su trayectoria en el ámbito público y político con el gobierno del Distrito Federal (México) (Del PRD en ese momento) colaborando con el Consejo Nacional para la Cultura y las Artes, y colaborando con la creación de la Unidad de Profesionalización del Gobierno del Distrito Federal.
Migra a finales de 1998 a la ciudad de Puebla de Zaragoza en dónde se incorpora a la Secretaría de Salud estatal, e inicia así su carrera como funcionario público en el estado de Puebla, en dónde ha ocupado diferentes cargos, realizado diversos estudios e investigaciones, y colaborado con diferentes instituciones educativas.
Adicionalmente se dedicó de forma particular además del ejercicio de sus profesiones, a la producción de caña de azúcar siendo “cañero de El Grullo Jalisco” para el Ingenio Melchor Ocampo. 
Cuenta con 34 años de experiencia como docente e investigador en diversas Instituciones de Educación Superior.
Ha publicado 10 libros, y tiene diversas investigaciones publicadas en publicaciones como "Adminístrate Hoy", "Notas Censales", y la "Revista Laboral", en las cuales también ha fungido como articulista.
Durante su vida pública y laboral ha realizado investigaciones y proyectos relacionados con: Pobreza, Equidad de género, Resiliencia, Medicina tradicional, Políticas públicas, Desarrollo organizacional, Desarrollo Económico, Desarrollo sostenible, Salud Pública, y Equidad Financiera.

«Con frecuencia acompañé a quienes me apoyaron en campo y con esa misma frecuencia hubo que pernoctar en la sierra, mi propósito de investigador consistía en ver la realidad en la que vivían esas personas y "sentir de cerca" esa pobreza que me encontraba estudiando; la impotencia que se siente frente a esa realidad me ayudó a entender mejor la vida de esas mujeres rurales que enfrentan día a día una situación de carencias que lastima su dignidad y las aleja del desarrollo humano y social al que aluden en sus discursos quienes gobiernan esa población.»

Ramón Montes Barreto, 31 de Diciembre de 2009.

## Educación y Ámbito Académico
Es egresado en licenciatura de psicología del trabajo de la Universidad Nacional Autónoma de México (UNAM, 1978-1982) en Distrito Federal, México. Titulado de la licenciatura en Administración de Empresas con especialidad en Administración Bancaria y Financiera (IMAB, 1984-1987).  Egresado de la Maestría en Desarrollo Organizacional (MDO) por la Universidad de Monterrey (UDEM, 1988-1990).
Realizó los estudios de Doctorado en Administración, en la División de Estudios de Posgrado e Investigación de la Facultad de Contaduría y Administración de la Universidad Nacional Autónoma de México (UNAM, 1991-1996).
Cuenta con estudios de Doctorado en Administración Pública en el Instituto de Administración Pública del estado de Puebla (IAPP, 2004-2007).
También es egresado del Doctorado en Género y Derecho en el Instituto Universitario Puebla (IUP, 2008-2012).
Es Diplomado en Finanzas Públicas por la Secretaría de Hacienda y Crédito Público (SHCP del Gobierno Federal, 1988); Diplomado en Sistema de Gestión de la Calidad en la Secretaría de Salud del Estado de Puebla (SSA, 2006); también es Diplomado en Políticas Públicas, Desarrollo Social y Evaluación por la Benemérita Universidad Autónoma de Puebla y el Instituto de Evaluación y Medición de Marginación y Pobreza (IEMMP, 2010) y, Diplomado en Género y Derechos Humanos por la Cátedra UNESCO de la Universidad Nacional Autónoma de México (UNAM, 2013).
Desarrolló e implementó el programa "Construcción y mejoramiento de la vivienda para la familia indígena en los municipios de Huehuetla y Hueytlalpan en la Sierra Norte de Puebla" representando a la Universidad Iberoamericana campus Puebla con fondeo de la Secretaría de Desarrollo Social del Gobierno Federal, de 2009 a 2010.
Fue coordinador, y posteriormente Director de Investigación y Proyectos en el instituto Universitario de Puebla (IUP) de 2012 hasta principios de 2019.
Docencia
- Instituto Mexicano de Administración Bancaria (IMAB). 1982-1988. Áreas de Administración, Psicología y Ergonomía aplicada al campo del trabajo bancario.[12]
- Universidad de las Américas, A.C. (UDLA). 1986-2000. Departamento de Ciencias Administrativas en el Master of Business Administration, Administración de Recursos Humanos y Administración Educativa.[12]
- Instituto Tecnológico Autónomo de México (ITAM). 1990-1998. Unidad de Estudios de Posgrado e Investigación.[12]
- Universidad Nacional Autónoma de México. Desde 1992. En la Facultad de Contaduría y Administración, y en la División de Educación Continua. En programas académicos que la UNAM ofrece a diferentes instituciones en los estados del país, y en programas de intercambio académico otros países.[13]
- Universidad del Valle de México. Campus Ciudad de México. 1992-1995. Áreas de Desarrollo Organizacional y Administración de Sistemas de Calidad.
- Unidad de Profesionalización del Gobierno del Distrito Federal. 1996-1998. Áreas y Programas de formación de los funcionarios públicos del Gobierno del Distrito Federal en temas de Administración, Calidad y Administración Pública.
- Centro Interamericano de Estudios de Seguridad Social (CIESS). 1996-2004. Ámbito administrativo, Calidad en el Servicio y Sistemas de Salud.
- Instituto de Administración Pública del Estado de Puebla (IAPP). Desde 1997. Formación y desarrollo de servidores públicos del nivel estatal y municipal en áreas y programas que ofrece el instituto. Tutor de Tesis. Coordinación de Estudios de Posgrado e Investigación en el Programa de la Maestría en Administración Pública.
- Fundación Ortega y Gasset de la Universidad Complutense. Madrid, España. 1999. Profesor Diplomados internacionales “Modernización de la Administración Pública en México”.
- Benemérita Universidad Autónoma de Puebla (BUAP). Maestría en Administración y otros programas de posgrado de: Reingeniería, Calidad en los Sistemas, y Manejo de Estadística en el campo social.
- Universidad Autónoma de San Luis Potosí; Universidad Juárez del Estado de Durango; Instituto de Ciencias y Estudios Superiores de Michoacán; Instituto Celayense en Celaya; Instituto Universitario Puebla; Universidad del Pedregal en CDMX; Instituto de Estudios de Posgrado en México en CDMX; Instituto Tecnológico y de Estudios Superiores de Occidente en Guadalajara, Jalisco; Universidad La Salle en el campus de Veracruz y de Quintana Roo. Como profesor invitado para cátedras especializadas.
- Universidad Tecnológica Centroamericana en San Pedro Sula, Honduras; Universidad Centroamericana José Simeón Cañas (UCA) en El Salvador; Universidad de La Habana en Cuba; Universidad Complutense en Madrid, España; y el Colegio de Contadores Públicos de Costa Rica. Impartición de cátedras sobre desarrollo organizacional, calidad y administración.[12]

## Ámbito Público y Político

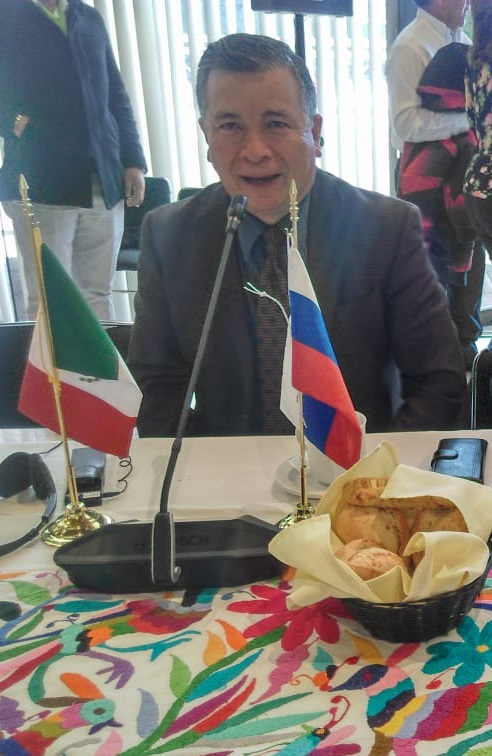
Ramón Montes Barreto en la Reunión de Trabajo México Rusia 2018.

Fungió como diseñador, verificador y facilitador, de programas de calidad para empresarios y directivos del ámbito educativo; del sector privado, social y público en algunas instituciones de México y Centroamérica, colaborando con el programa de NAFI, y con registro ante la STPS en el programa CIMO de 1992 hasta el fin del programa en el año 2000.
Fue colaborador del Premio Nacional de Calidad conjuntamente con el grupo de “Doctorado en Administración” de la Universidad Nacional Autónoma de México (UNAM), de 1992 a 1995. Para la Oficina del Premio Nacional de Calidad de la Secretaría de Comercio y Fomento Industrial (SECOFI).
Realizó consultoría, capacitación y asesoría a: Gobierno del Estado de San Luis Potosí (1990-1993), Gobierno del Estado de Guanajuato (1993-1994), Gobierno del Estado de Nuevo León (1994-1995), Gobierno del Distrito Federal (1995-1997), Gobierno del Estado de Puebla (1997-2010), Gobierno del Estado de Tabasco (2011-2012), Gobierno del Estado de Hidalgo (2012-2013), y Gobierno del Estado de Tlaxcala (2012-2015). Participando entre otras en: colaboración en la creación de la Unidad de Profesionalización del Gobierno del Distrito Federal (UNIPROF); la planificación y organización para el Sistema DIF Estatal de Puebla; desarrollo de la prospectiva y evaluación estadística de la Secretaría de Desarrollo Social del Estado de Puebla; Planeación, evaluación y medición de: proyectos, programas y políticas públicas en el ámbito del desarrollo humano y regional, con énfasis en rezago social, marginación social, pobreza alimentaria y pobreza multidimensional para el Gobierno del estado de Puebla.
Como funcionario público ha laborado para diferentes gobiernos estatales de: Puebla, Hidalgo, Distrito Federal, Tlaxcala, Michoacán, Jalisco y San Luis Potosí. Así como para dependencias y entidades del gobierno federal. Ha sido asesor de dirigentes del gobierno de la Ciudad de México y el estado de Puebla.
Ha colaborado a nivel estatal en el estado de Puebla en la Secretaría de Salud, Secretaría de Hacienda y Crédito Público, Secretaría de Desarrollo Social, y en el Instituto de Seguridad y Servicios Sociales de los Trabajadores del Estado de Puebla, en donde se desempeñó en las áreas de planeación, diseño y evaluación de políticas públicas, programas, presupuestos, proyectos, pensiones, entre otras. Participando también en la elaboración de presupuestos estatales y la evaluación de proyectos de inversión para el desarrollo regional.
En ámbito Federal y Estatal se conoce por: la planeación de modelos de combate y manejo de prevención de vectores víricos e infecciosos en las contingencias suscitadas en el estado de Puebla de VIH/sida, emergencia por lluvias torrenciales del año 2000, y de la rabia canina culminando esta última con la erradicación persistente total del virus en caninos y felinos durante la administración (1999-2006) replicándose su operación en otros estados; proyectos de implementación de redes de Telemedicina para zonas marginadas; el desarrollo e implementación de los apartados de salud del Programa Especial de Combate a la Pobreza y Atención a la Población Indígena en Puebla; realización de la evaluación del Programa Estatal de Medicina Tradicional en Puebla de 2004 a 2005 de manera conjunta con el equipo de trabajo del Instituto Nacional de Salud Pública; su colaboración en diversos proyectos y programas, relacionados con Salud pública, Equidad de género, Equidad laboral y Pobreza en el país; así como el desarrollo e implementación del proyecto “Hospitales Integrales con Medicina Tradicional”.
Impulsó activamente la reforma a la Ley de Desarrollo Social en dónde colaboró con la creación del organismo autónomo del Instituto de Evaluación y Medición de Marginación y Pobreza mismo del cual fue director general de 2008 a 2011. En dónde dirigió el desarrollo e implementación de: Estudios de pobreza y marginación principalmente orientados al estado de Puebla (en dónde 3 de los municipios más marginados del país colindaban), así como de evaluaciones rigurosas a programas sociales estatales y federales. Ejercicio que causó tanto impresiones positivas en lo federal (tras su extinción integrándose como actividades propias del Inegi), como inconformidades en grupos políticos locales en el poder de esa época.
En el 2011 colaboró como coordinador y consultor principal en el Instituto Estatal de las Mujeres de Tabasco en el diagnóstico sobre Violencia contra las Mujeres desde el ámbito Escolar, cuyos resultados fueron publicados en el compendio "Panorama de violencia contralas mujeres en Tabasco".
Al término de la administración gubernamental del estado de Puebla, y cambio de poderes en el  2011, Ramón se dedicó principalmente a la consultoría tanto privada como para el gobierno, y al ámbito académico. Sin embargo, siguió activo en la escena pública colaborando con diversos grupos políticos y de activismo político-social, además de seguir asesorando dependencias y funcionarios en materia de análisis de riesgos, viabilidad y proyectos productivos.
Para 2019 forma parte del nuevo gobierno del estado de Puebla laborando en el Instituto de Seguridad y Servicios Sociales de los Trabajadores del Estado de Puebla como Director de Prestaciones Económicas y Sociales.
Actualmente se integra en 2021 al gobierno federal de México como director general de Evaluación y Monitoreo de los Programas Sociales para la Secretaría de Bienestar y como parte del consejo de asesores para el proyecto del Tren Maya y el Tren Trans-Ístmico para el sexenio del gobierno 2018 - 2024.

## Obras publicadas
- Un avance en la administración del riesgo en México (1995)[40]

- La calidad en el servicio de seguros, una realidad posible en México (1996)[41]

- Principios de administración para educadores (1999)[42]

- Gerencia Hospitalaria (2000)[43]

- Puebla, hacia la calidad en salud (2002, coautor)[44]

- La salud en Puebla... Reseñas en torno a los 60 años de existencia de la Secretaría de Salud en el estado de Puebla (2004, coautor)[45]

- Tierra de dos Tiempos. Diagnóstico de la pobreza en Huehuetla y Hueytlalpan (2010, coautor)[8]

- Desarrollo y prospectiva… (2011, coautor)[46]

- Estudios y propuestas ante el cambio climático en Puebla, México (2012, coautor)[47]

- Pobreza Multidimensional Femenina (2019)[6]

- Resiliencia y desarrollo ecológico humano (2021)[48]

- En un rincón de El Llano: Los que ya no están en El Palmar de los Camberos (2021)[49]

- ¿Por qué nos fuimos? El síndrome de Ulises en Jalisco (2022)[50]

- El murmullo de los tagüinches (2023)[51]

- La Seguridad Social en México (2023)[52]

## Investigaciones realizadas
- Modelo Sistémico para analizar la Calidad del Servicio en el Sector Asegurador: El caso del seguro de gastos médicos mayores (1994)[1]
- La Administración en el Trabajo Educativo (1996)[53]
- Acerca de los administradores y de la administración
- Una valoración de personal con la idea de hacer Downsising[54]
- Un estudio sobre la empresa familiar mexicana (1998)[55]
- Comportamiento y motivación del trabajador mexicano (1998)[56]
- El compromiso psicológico. Un estudio sobre sus posibilidades de aplicación en las empresas mexicanas
- Principios y valores de calidad. Aplicados en una empresa petroquímica mexicana (2000)[57]
- Administración y Salud Pública en México (2000)[58]
- Sobre la frustración y el conflicto en el Trabajo (2002)[59]
- Evaluación de polimorfismos en los genes de TNF-alfa, TNF-beta e IL-1beta y sus variantes alélicas en una población colombiana de pacientes con sepsis(2010, colaborador)[60]

## Artículos publicados
- La nueva banca en México (1993)[61]
- Reflexiones sobre la realidad económica de México (1994)[62]
- Pautas para evaluar el desempeño (1999)[63]
- Pautas para evaluar el desempeño (Segunda parte) (2000)[64]
- Gestión Pública y papel del Estado como respuesta ante la pobreza alimentaria (2000)[65]
- La participación ciudadana en el desarrollo social
- La Planeación Estratégica en el Gobierno del Estado de Puebla
- Propuesta Poblana para Establecer Indicadores de Desempeño y Resultado en el Sector Salud
- La Calidad en la Educación Básica
- Equidad Financiera para los Servicios de Salud
- Elaborando un proyecto de inversión (2000)[66]
- Marketing en la Consultoría (2001)[67]
- El Plan Estratégico de la Consultoría (2002)[68]
- El Proceso de Ventas en la práctica de la Consultoría (2002)[69]
- Desarrollando una propuesta de Consultoría (2002)[70]
- Modelo de atención a la salud para población marginada: cómo se administra en los sistemas de salud (2002)[71]
- La Planeación y Descentralización Municipal (2009)[72]
- México 2019, Hacia un Gobierno Humanista (2019)[73]
- Primer Entrega Gobierno... (2019)[74]
- Las condiciones  económicas  ante  el  gobierno  federal  2018-2024 (2019)[75]
- La revolución tecnológica, expresión y remembranzas a 25 años El Grullo, Jalisco (2019)[76]
- Los sistemas de seguridad social en el mundo - Sobre la necesidad de su actualización (2019)[3]
- Juan Rulfo y García Márquez - Lecciones ante la pandemia (2020)[77]
- ¿Te sientes ofendido? - Sobre la autoestima y el sufrir por las ofensas (2021)[78]
- Buscar la felicidad con un buen gobierno… (2021)[79]
- Las razones para seguir transformando México… (2021)[80]
- Despedir el año 2021 y ¿la pandemia? (2021)[81]
- Tres años de liderazgo empático (2022)[82]
- Cómo empezar bien el día  (2022)[83]
- El Tren Maya (2023)[84]
- Anthony Bourdain y la mexicanidad (2023)[85]
- La transformación que queremos en México (2024)[86]
- El Humanismo Mexicano y la Cuarta Transformación (2024)[87]
- El voto del 2 de junio de 2024 ¿Será emocional o racional? (2024)[88]
- La creación de valor público a través de la evaluación (2025)[89]

## Premios y reconocimientos
- 3er lugar Premio Nacional de Investigación sobre Seguros y Finanzas por la investigación "Modelo Sistémico para analizar la Calidad del Servicio en el Sector Asegurador: El caso del seguro de gastos médicos mayores". (1994)[1]
- Premio Nacional FIMPES a la Excelencia Académica. (1997)[2]
- Reconocimiento excepcional por elaboración y presentación del "Proyecto de Atención a la Salud Indígena" por LVIII Legislatura del Honorable Congreso de la Unión. (2002)[90]
- Obtención de la Certificación Federal del Instituto de Evaluación y Medición de Marginación y Pobreza en el Modelo de Equidad de Género "MEG:2003". (Agosto, 2010)[2]